# Bangkok Tennis Classic 1981
Il Bangkok Tennis Classic 1981 è stato un torneo di tennis giocato sul sintetico indoor. È stata la 2ª edizione del Bangkok Tennis Classic, che fa parte del Volvo Grand Prix 1981. Il torneo si è giocato a Bangkok in Thailandia, dal 16 al 22 novembre 1981.

## Campioni

### Singolare maschile
Bill Scanlon ha battuto in finale  Mats Wilander con il punteggio di 6–2, 6–3

### Doppio maschile
John Austin /  Mike Cahill hanno battuto in finale  Lloyd Bourne /  Van Winitsky con il punteggio di 6–3, 7–6